# هيو سميث (عازف قيثارة)
هيو سميث (بالإنجليزية: Pepsi Tate)‏ (و. 1965 – 2007 م) هو عازف قيثارة من المملكة المتحدة، وويلز، ولد في ويلز، يستخدم آلات غيتار البيس، ويستخدم آلات قيثارة، توفي عن عمر يناهز 42 عاماً، بسبب سرطان البنكرياس.